# Michele Stea
Michele Stea (Sannicandro di Bari, 29 luglio 1916 – Grottaglie, 5 agosto 1998) è stato un francescano e storico italiano.

## Biografia
Michele Stea nacque a Sannicandro di Bari il 29 luglio 1916. Fece la solenne professione all'Ordine dei Minimi il 30 luglio 1937. Fu ordinato sacerdote a Roma il 12 luglio 1942. Fu convento a Paola, Paternò, Bari, Taranto, Corigliano, Pizzo, Nicastro e Grottaglie. Più volte ricoprì l'ufficio di Correttore locale. Inoltre, a Paterno fu Maestro dei novizi e a Paola dei cantori. Scrisse opere storiche sull'ordine francescano e sul poeta latino Orazio.
Muore a Grottaglie il 5 agosto 1998.

## Opere
- Il Santuario di Paterno Calabro. Monografia storica , Cosenza, 1970;
- Fattori del culto a S.Francesco di Paola a Sannicandro di Bari , Grottaglie, 1991;
- Profilo di Maria SS. Sintesi del dogma mariano , Grottaglie, 1993
- I predicabili su San Francesco di Paola nei secoli XVI e XVII, in Fede, pietà, Religiosità popolare e San Francesco di Paola, pubblicato in “Atti del II Convegno Internazionale di Studi”, Paola, 7-9 dicembre 1990 (Roma 1992)
- Grottaglie, la primogenita dell'Archidiocesi tarantina, in Taranto, la Chiesa / le chiese, a cura di C.D. Fonseca (Mandese editore, Taranto 1992)
- Il Giubileo del 2000, Grottaglie, 1996
- Sannicandro di Bari, Lacaita editore, Manduria 1992
- Raminghi per virtù (Tiemme, Manduria, 1996)
- Paradossi letterari. Gherardo Degli Angioli e Giacomo Leopardi, in   “Bollettino Ufficiale dell'Ordine dei Minimi”, a. XXXVIII, n.1 (1992)
- Francesco da Paola. Prospettive letterarie, (Tip.Tiemme, Manduria 1995)
- Il solco sotto traccia (Tip. Tiemme, Manduria 1995)